# Roland Ducke
Pour les articles homonymes, voir Ducke.
Roland Ducke est un footballeur est-allemand, né le 19 novembre 1934, à Bensen, Tchécoslovaquie (aujourd'hui Benešov nad Ploučnicí, (République tchèque) et mort le 26 juin 2005, à Iéna. 
Son frère cadet, Peter Ducke, est également international est-allemand, et joue avec lui dans le même club. Roland remporte le titre de meilleur joueur est-allemand de l’année en 1970, son frère Peter lui succédera l'année suivante.
Il meurt le 26 juin 2005 d’un cancer de la prostate.

## Biographie

### En club
Roland Ducke joue dans le club de FC Carl Zeiss Iéna durant la quasi intégralité de sa carrière, de 1955 à 1971. 
Avec cette équipe, il dispute 343 matchs en première division, inscrivant 50 buts. Il remporte avec Iéna trois championnats de RDA, ainsi qu’une Coupe de RDA. 
Il participe avec Iéna aux compétitions continentales européennes, disputant sept matchs en Coupe d'Europe des clubs champions, huit en Coupe des villes de foires (un but), un match en Coupe de l'UEFA, et enfin sept en Coupe des coupes (deux buts). Il atteint les demi-finales de la Coupe des coupes en 1962, en étant éliminé par l'Atlético de Madrid.
Il joue également en deuxième division avec le club du Motor Schönebeck. Il inscrit 16 buts dans ce championnat lors de la saison 1954-1955.
En 1970, il obtient le titre de meilleur footballeur est-allemand de l’année. Tout un symbole, son frère, Peter Ducke, lui succède l’année suivante. 

### En équipe nationale
Il reçoit 38 sélections en équipe de RDA entre 1958 et 1967, inscrivant cinq buts. Toutefois, certaines sources mentionnent seulement 37 sélections.
Il joue son premier match en équipe nationale le 14 septembre 1958, en amical contre la Roumanie (victoire 3-2 à Leipzig). Il inscrit son premier but le 11 février 1959, lors d'une rencontre amicale face à l'Indonésie (score : 2-2 à Jakarta).
Il marque son deuxième but le 16 mai 1962, en amical contre la Yougoslavie (victoire 3-1 à Belgrade). Une semaine plus tard, il récidive en inscrivant un nouveau but face au Danemark (victoire 4-1 à Leipzig en amical).
Le 3 avril 1963, il inscrit son avant dernier but, contre la Hongrie. Ce match nul (3-3) à Budapest rentre dans le cadre des éliminatoires de l'Euro 1964. Son dernier but est inscrit le 27 avril 1966, en amical contre la Suède, avec à la clé une victoire 4-1 à Leipzig.
À trois reprises, il est capitaine de la sélection lors de l'année 1967. Il joue son dernier match le 11 octobre 1967, contre le Danemark, lors des éliminatoires de l'Euro 1968.

## Palmarès
- Championnat de RDA
  - Champion en 1963, 1968 et 1970
  - Vice-champion en 1958, 1965, 1966, 1969 et 1971
- Coupe d'Allemagne de l'Est
  - Vainqueur en 1960
  - Finaliste en 1965 et 1968
- Élu Footballeur est-allemand de l'année en 1970